# Antonio Del Fante
Antonio Del Fante (Roma, 1770 circa – Roma, marzo 1822) è stato un compositore italiano.

## Biografia
Le notizie biografiche riguardanti questo compositore sono molto scarse. Indicato come "maestro di cappella" nel libretto del Tito in Langres nel 1813, fu nominato maestro di cappella romano della basilica di Santa Maria Maggiore il 12 gennaio 1817 e morì quando era al servizio di questa basilica alla fine del marzo 1822.

## Composizioni

### Opere liriche
- Il selvaggio della Sonda con l'intermezzo Il ripiego deluso o sia L'amor fra perigli, Roma, Teatro della Pace, 15 gennaio 1791
- Il geloso immaginario, farsa in due atti su libretto di ignoto, Roma, Teatro Valle, primavera del 1798
- La clemenza di Tito, opera in due atti di Gaetano Rossi, Firenze, Teatro degli Immobili, 26 dicembre 1802
- Tito in Langres, dramma in due atti su libretto di Jacopo Ferretti, Roma, Teatro Argentina, 4 gennaio 1813

### Oratori
- Il sacrificio di Seila, 1794
- La morte di Sisara, su libretto di G. B. Rasi, eseguito il 25 marzo 1820 all'Oratorio dei Filippini. Nella partitura trascritta nel 1829 con 14 parti vocali con violino I principale, violino I, violino II, viola, contrabasso, clarini, flauto, fagotto, corno I, corno II, tromba I, tromba II, trombone[1]
- La morte di Adamo, su libretto di Gianfrancesco Fattiboni (mai rappresentato).
- La morte di Adamo, oratorio a 4 voci di concerto e basso continuo con fagotto, corno, oboe, violino, viola (Sant. Hs.[2] 1480)

### Musica sacra
- Messa (Kyrie e Gloria) a 3 soli e 4 di ripieno con corno, oboe, fagotto, violino e viola (Sant. Hs. 1356)
- Messa a 2 cori e 4 di concerto, 4 voci primo coro e 4 secondo coro con violoncello, contrabbasso e basso continuo (Sant. Hs. 1357)
- Messa da potersi eseguire con 2 tenori, e basso o pure a tenore solo e basso con o senza organo (Sant. Hs. 1358)
- Messa a 4 concertato con 4 voci di ripieno e tromba, corno, oboe, fagotto, flauto, violino, viola e basso continuo (Sant. Hs. 1360)
- Confitebor a 3 di concerto e 3 di ripieno con tromba, corno, oboe, flauto, fagotto, violino, viola e basso continuo (Sant. Hs. 1361)
- Confitebor tibi a tenore solo e 4 di ripieno con tromba, corno, flauto, oboe, clarini, fagotto, trombone, violino, viola e basso continuo (Sant. Hs. 1362)
- Domine ad adiuvandum a 4 concertato con corno, tromba, oboe, flauto, fagotto, violino, viola e basso continuo (Sant. Hs. 1363)
- Laudate pueri Dominum a 3 di concerto e 4 di ripieno con tromba, corno, oboe, fagotto, violino, viola e basso continuo (Sant. Hs. 1364)
- Ecce sacerdos magnus a 4 voci e 4 strumenti (Sant. Hs. 1365)
- Tantum ergo, a 3 voci e pianoforte (Sant. Hs. 4283)
- Beati qui abitant in domo, mottetto a tre tenori con organo obbligato[3]
- Messa a 3 concertata Canto, Tenore e basso con organo
- Laetatus sum: prima parte a quattro voci con violoncello e organo, seconda parte a tre voci con organo
- In te Domine speravi a contralto solo con pieni
- Nunc dimittis servum tuum Domine a canto solo con pieni
- Passio a 2 Tenori e Basso
- Pange lingua a 3, due Tenori e Basso.

### Altro
- Il ritorno di Clori, cantata per soprano e tenore con cori e pianoforte, Op. 6 (Sant. Dr. 220).